# The Myth of the Happily Ever After
The Myth of the Happily Ever After è il nono album in studio del gruppo musicale scozzese Biffy Clyro, pubblicato nel 2021.

## Tracce
Testi e musiche di Simon Neil.
1. DumDum – 3:32
2. A Hunger in Your Haunt – 3:49
3. Denier – 2:59
4. Separate Missions – 5:18
5. Witch's Cup – 4:44
6. Holy Water – 5:40
7. Errors in the History of God – 4:16
8. Haru Urara – 3:15
9. Unknown Male 01 – 6:08
10. Existed – 4:09
11. Slurpy Slurpy Sleep Sleep – 6:09

## Formazione
- Simon Neil – voce, chitarra, tastiera, violino (1, 11)
- James Johnston – basso, cori (2, 4, 5, 7, 8)
- Ben Johnston – batteria, percussioni, programmazioni (2–10), cori (6–9, 11)